# Cigarette russe

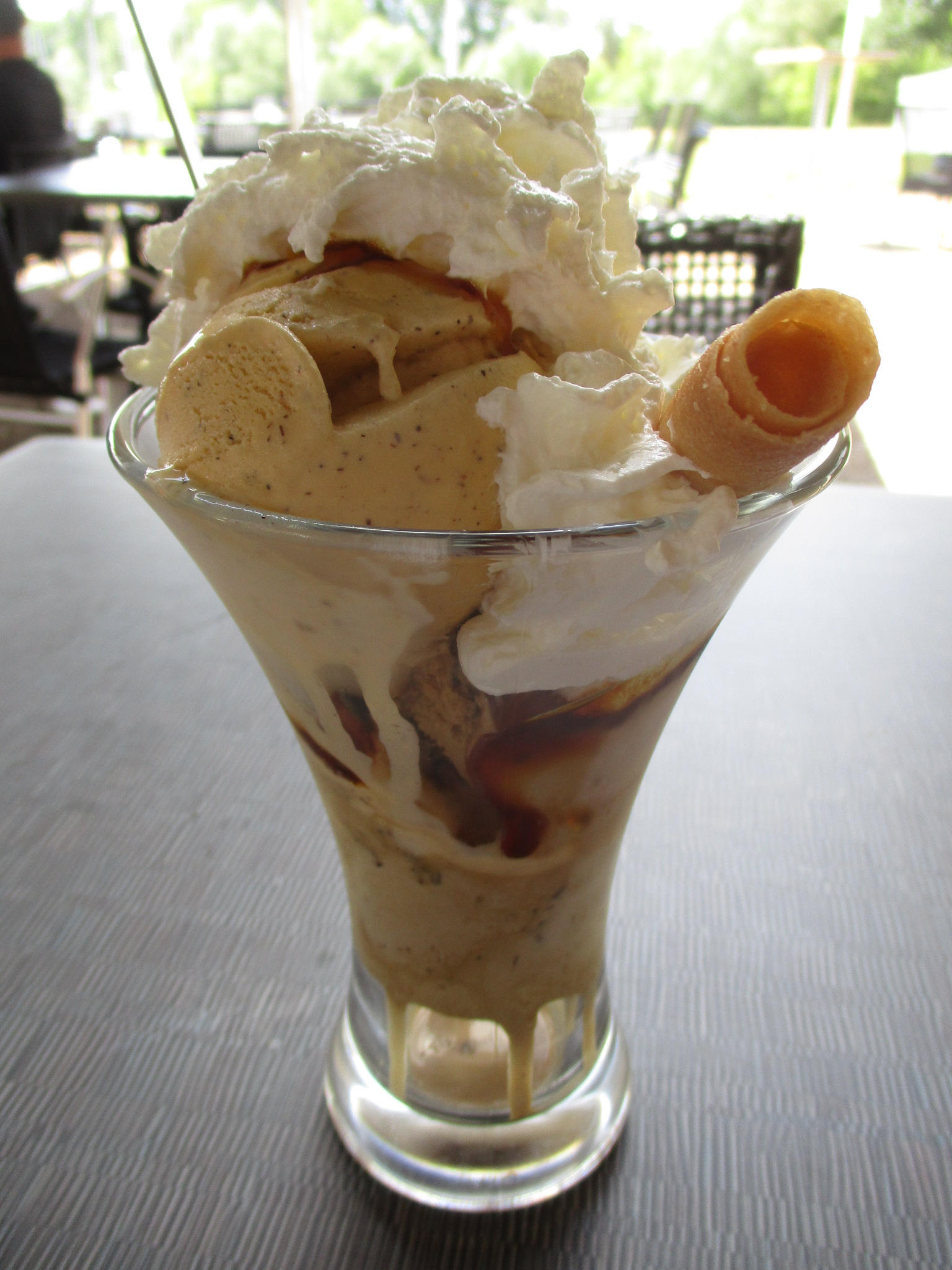
Lody udekorowane cigarette russe

Cigarette russe lub cigarette (l.mn. cigarettes russes; tłum. „rosyjskie papierosy”) – chrupiące ciasteczka w kształcie papierosów o długości około 8 centymetrów, tradycyjnie wytwarzane z mąki, cukru, białek jaj, masła i aromatyzowane wanilią, upieczone na żółto-złoty kolor, podawane jako dekoracja do lodów, crème brûlée, musu czekoladowego i innych deserów lub spożywane do kawy, herbaty albo samodzielnie.

## Historia

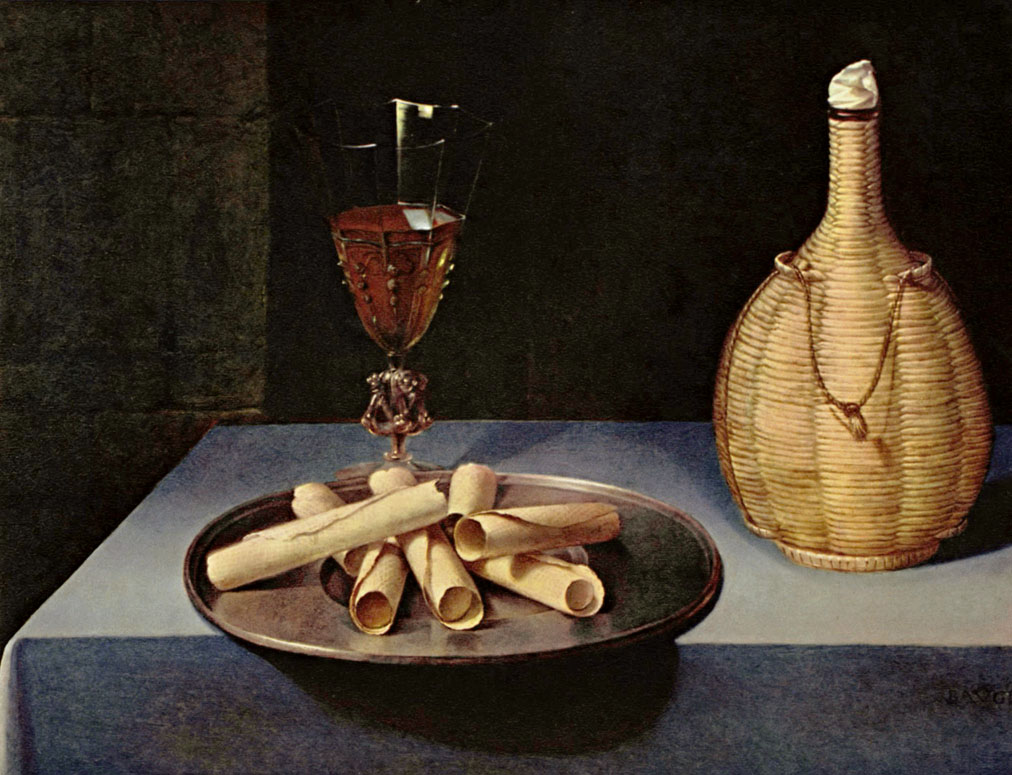
Baugin; cigarettes russes

W XVII wieku ciasteczka zostały uwiecznione na obrazie zatytułowanym Martwa natura z waflami (Deser) przez francuskiego malarza Lubina Baugina. Obraz znajduje się w kolekcji obrazów w Luwrze.
Na rynek pod nazwą cigarettes russes wprowadziła je firma Delacre, założona w 1879 roku przez Charlesa Delacre’a, farmaceutę z Brukseli, który stał się następnie fabrykantem czekolady, stosowanej już nie jako tonik czy lek kupowany w aptece, ale przysmak sprzedawany w sklepie z wyrobami czekoladowymi.
Receptura cigarettes russes została opracowana pod koniec II wojny światowej, gdy firma przejęta w 1906 roku przez Pierre’a Delacre’a, syna Charlesa, skoncentrowała się wyłącznie na produkcji wysokiej jakości ciasteczek.

## Nazwa
Przymiotnik w nazwie cigarettes russes wziął się od anegdoty, według której Rosjanie mieli skręcać papierosy, układając gilzę ukośnie. Nazwa natomiast nie ma nic wspólnego z mężczyznami odzianymi w grube futrzane płaszcze, palącymi cygara na Placu Czerwonym w Moskwie.

## Popularność
Cigarettes – ciasteczka przypominające z wyglądu papierosy – są popularne m.in. w Belgii, Francji i Holandii. We Francji ciasteczka są znane w różnych regionach, a szczególnie w Bretanii, pod nazwą cigarettes de la Trinité-sur-mer.

## Przygotowanie

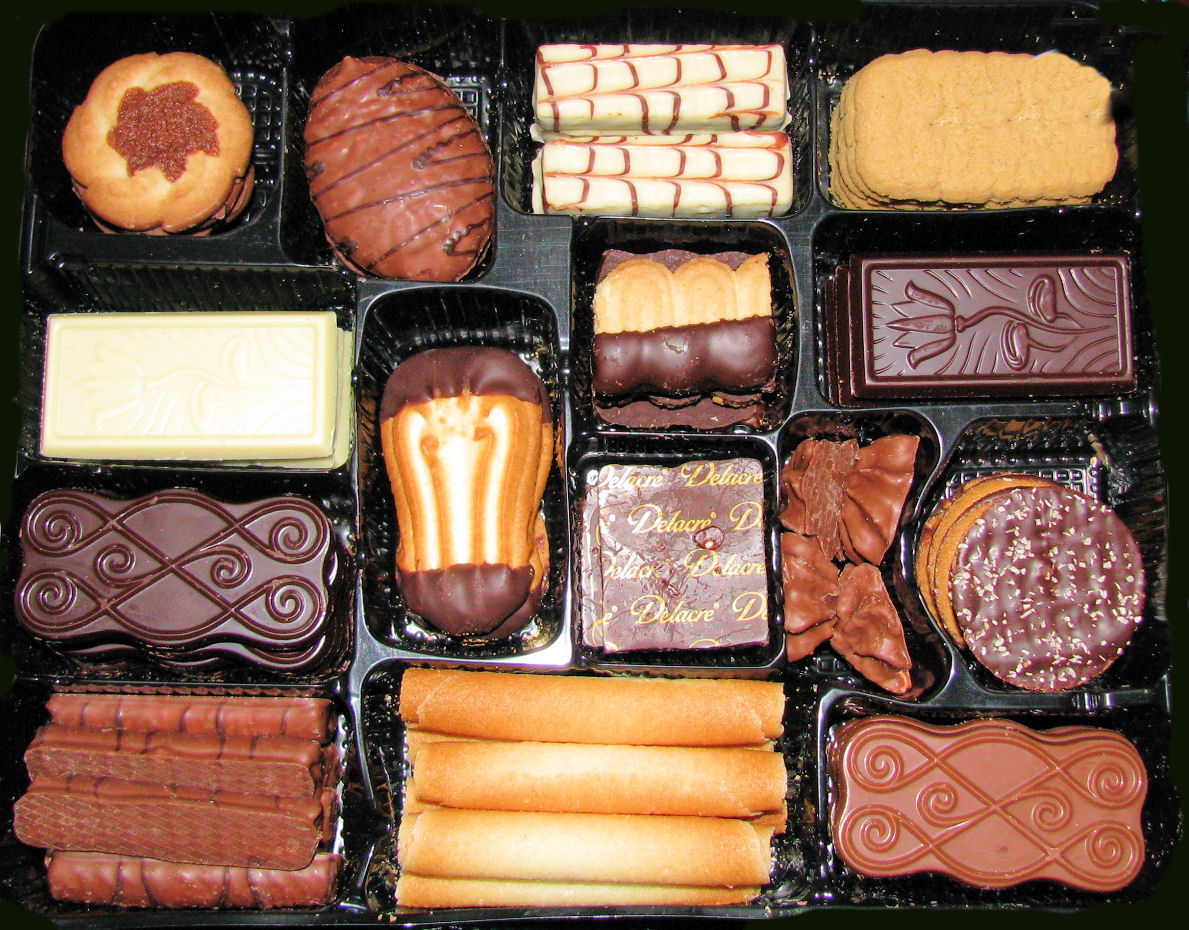
Wśród innych ciasteczek firmy Delacre

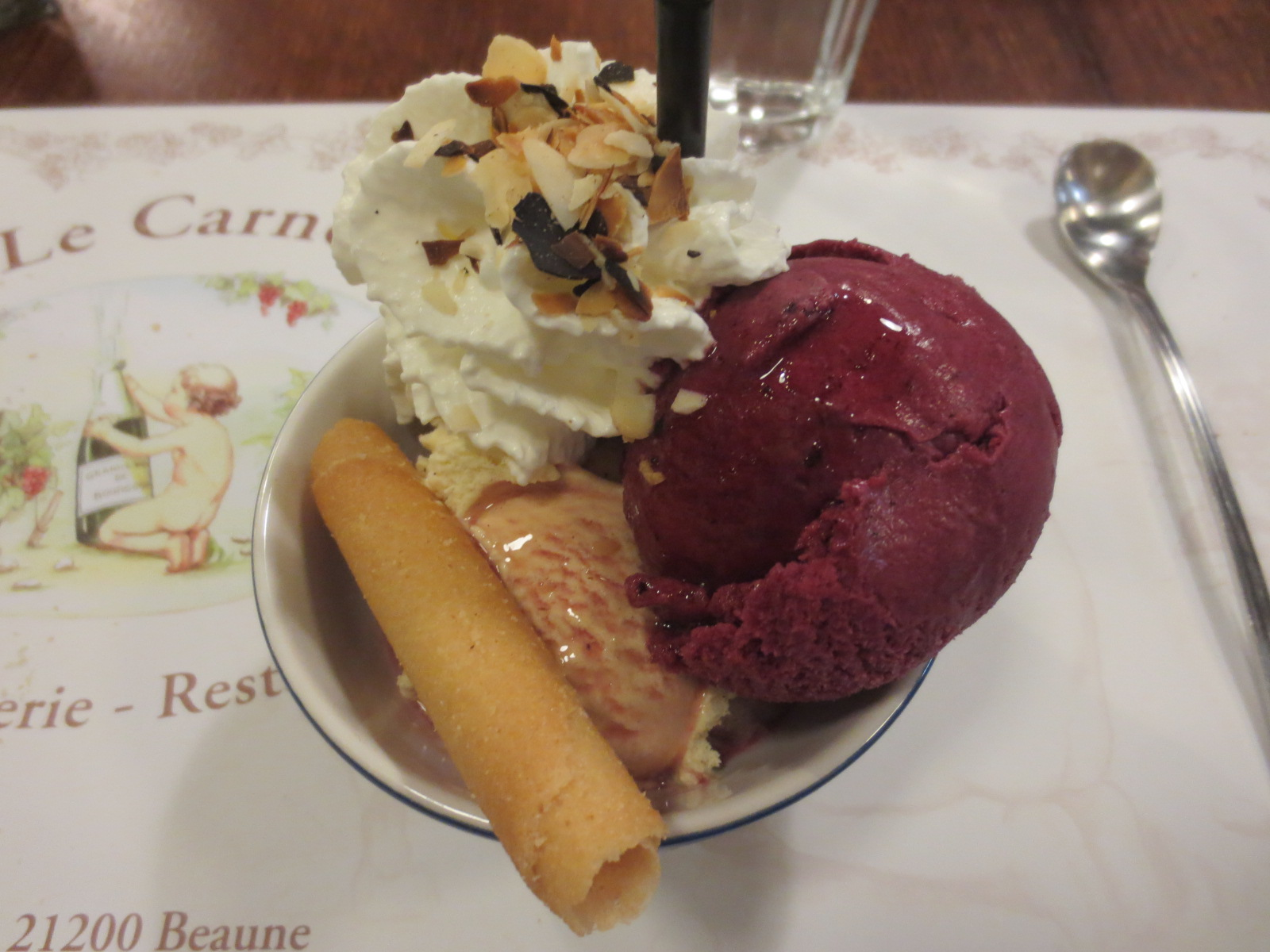
Lody udekorowane cigarette russe

Ciasto na cigarettes ma taką samą kompozycję jak ciasto, z którego piecze się kocie języczki.
Z gotowego surowego ciasta za pomocą płaskiej formy lub ręcznie formuje się bardzo cienkie kawałki ciasta w kształcie dysku o średnicy około 7,5 cm, które następnie piecze się w piekarniku.
Po upieczeniu jeszcze ciepłe, elastyczne kawałki ciasta, jeden po drugim, szybko owija się ciasno dookoła trzonka drewnianej łyżki, nadając im kształt cylindryczny, po czym mocno dociska brzegi i odczekuje kilka sekund aż ulegną „zgrzaniu”. W międzyczasie pozostałe do zrolowania kawałki trzyma się na blasze w wyłączonym i otwartym piekarniku, aby nie wystygły. Nawinięte na trzonek łyżki kawałki ciasta zdejmuje się ostrożnie po częściowym ostudzeniu.

## Warianty

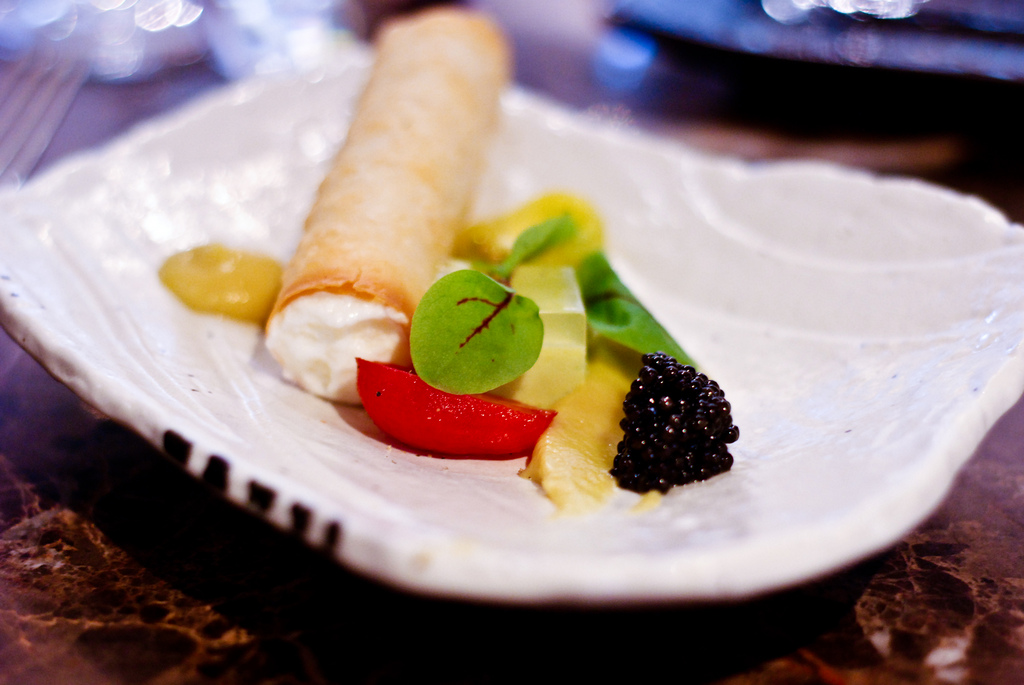
„Rosyjski papieros” wypełniony fromage blanc

Jeden z końców cigarette russe można zanurzyć w półpłynnej czekoladzie i pozostawić do wyschnięcia.
Ciasteczka można też wypełnić masą o kremowej konsystencji.
Cigarettes russes mogą też być w wariancie o smaku cytrynowym, gdy do ciasta doda się kandyzowanej skórki z cytryny.

## Przechowywanie
Gotowe i zupełnie chłodne cigarettes russes należy przechowywać w dobrze zamkniętym, szczelnym pojemniku chroniącym przed światłem i wilgocią.